# Ассоциация польских архитекторов
Ассоциация польских архитекторов (пол. Stowarzyszenie Architektów Polskich, SARP) — польская профессиональная организация архитекторов. С 1948 года она является членом Международного союза архитекторов (UIA) и Международной федерации ландшафтных архитекторов (IFLA). Организация издает архитектурные журналы и книги.
Штаб-квартира организации находится во дворце Константина Замойского в Варшаве, а также имеет 25 местных филиалов по всей Польше, в том числе в Катовице, Кракове, Вроцлаве, Познани и Ополе.

## История
Ассоциация польских архитекторов была создана в 1934 году, однако ведёт свою историю от более ранних институтов, таких как Краковская технологическая ассоциация (1877) и Делегация польских архитекторов (1908). Это слияние Союза польских архитекторов, созданного в Варшаве в 1926 году, и Союза ассоциаций польских архитекторов, созданного в Познани в 1929 году.

## Деятельность
Основными видами деятельности является:
- Инвестирование и создание оптимальных условий для развития архитектурного творчества и его защиты;
- Контроль качества строительства в Польше (архитектура, городское планирование, ландшафтная архитектура);
- Организация культурных, научных и образовательных выставок, а также архитектурных конкурсов.

## Президенты
Президентами были:
| - Збигнев Завистовский (1981—1985) - Роман Гордынский (1985—1986) - Анджей Кичиньски (1986—1988) | - Рышард Семка (1988—1994) - Кшиштоф Хвалибог (1991—2003) - Рышард Юрковский (2000—2006) | - Ежи Грохульский (2006—2012) - Мариуш Сисло (2012 — настоящее время) |

## Награды
Почётная награда SARP и Премия года SARP — две наиболее значимые и престижные ежегодные архитектурные премии Польши. Первая награда присуждается в знак признания выдающихся достижений в области архитектуры, а вторая — дизайнерам наиболее значительных современных зданий.

## Издательская деятельность
Ассоциация польских архитекторов является издателем архитектурных журналов, таких как ARCH Magazine, Biuletyn и Komunikat SARP. В 2018 году она опубликовала книгу «Дом Адама в раю», созданную обладателем Королевской золотой медали RIBA, архитектором и историком, профессором Джозефом Риквертом.